# Hermann Trophy

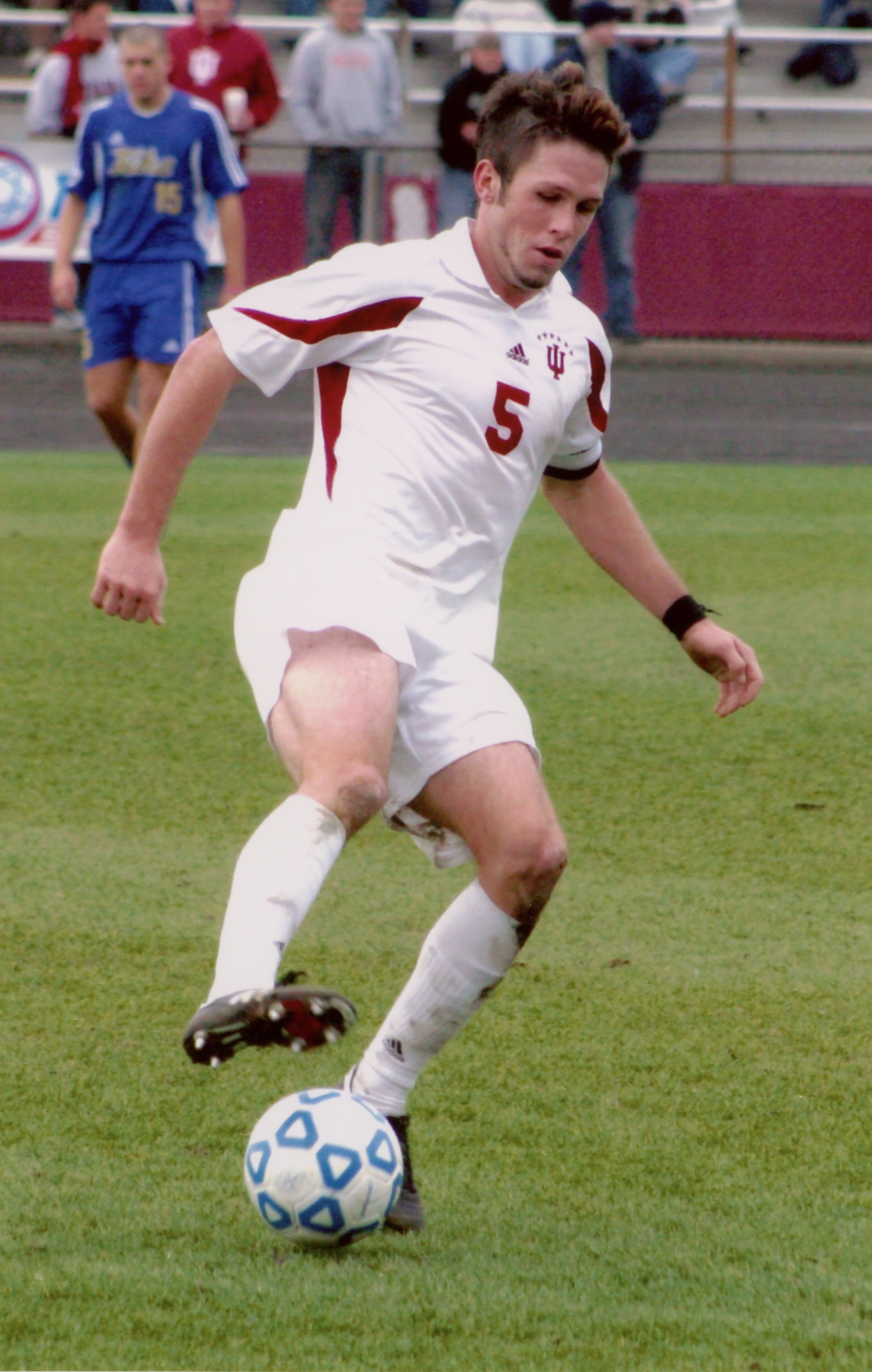
Il vincitore dell'Hermann Trophy del 2004, Danny O'Rourke, mentre gioca per la Indiana Hoosiers nel 2004.

Il Hermann Trophy viene assegnato ogni anno dal Missouri Athletic Club ai migliori giocatori e giocatrici statunitensi del calcio collegiale.

## Storia
Nel 1967 Robert Hermann, il presidente della  National Professional Soccer League (NPSL) e il Presidente del Comitato Esecutivo del successore del NPSL, il North American Soccer League, hanno istituito un trofeo per premiare il giocatore di calcio collegiale maschile migliore dell'anno. Il trofeo, denominato Trofeo Hermann, è stato assegnato ogni anno dal 1967. Nel 1988, un secondo Hermann Trophy è stato realizzato per premiare le giocatrici di calcio collegiale femminile migliori dell'anno.
Nel 1986, il Missouri Athletic Club (MAC) ha realizzato anch'esso un trofeo simile al Trofeo Hermann nominando anch'esso i giocatori migliori dell'anno. Nel 1996, anche il  National Soccer Coaches Association of America (NSCAA) ha  realizzato  un proprio premio per il giocatore dell'anno. Tre anni dopo, il NSCAA e MAC si sono uniti in un unico premio. Infine, a partire dal 2002, il MAC / NSCAA e l'Hermann Trophy si fondono per creare un trofeo unico.
L'originale Hermann Trophy Award è in mostra nell'atrio Hermann nel McDonnell Athletic Center al MICDS in Ladue, Missouri. Il trofeo originale è stato donato alla scuola di Hermann nel 2003.

## Processo di selezione
Oggi, il processo di selezione di un vincitore comincia con l'inizio della stagione di calcio del college, quando un elenco di potenziali candidati viene compilato da una commissione di nomina. Verso la fine della stagione collegiale regolare, 15 giocatori che la commissione ritiene i migliori calciatori della Division I sono annunciati come semifinalisti per aggiudicarsi il premio. Tale elenco viene poi votato attraverso un processo di votazione online da parte degli uomini e delle donne allenatori di calcio della Division I le cui squadre fanno parte della NSCAA College Services. Ai primi di dicembre i primi tre in classifica sia per i maschi sia per le donne sono annunciati come finalisti per il premio. Questi sei finalisti sono invitati a un banchetto annuale che si tiene presso il Missouri Athletic Club di St. Louis. Quella sera, vengono annunciati i vincitori dei due premi e ricevono una 10 pound di cristallo replicante un pallone da calcio fatto dalla Tyrone Crystal della Contea di Tyrone, Irlanda del Nord.

## Hermann Trophy (uomini)
| Anno | Hermann Trophy     | MAC Player of the Year | NSCAA Player of the Year |
| ---- | ------------------ | ---------------------- | ------------------------ |
| 2020 | Gloire Amanda      |                        |                          |
| 2019 | Robbie Robinson    |                        |                          |
| 2018 | Andrew Gutman      |                        |                          |
| 2017 | Jon Bakero         |                        |                          |
| 2016 | Ian Harkes         |                        |                          |
| 2015 | Jordan Morris      |                        |                          |
| 2014 | Leonard Stolz      |                        |                          |
| 2013 | Patrick Mullins    |                        |                          |
| 2012 | Patrick Mullins    |                        |                          |
| 2011 | Andrew Wenger      |                        |                          |
| 2010 | Darlington Nagbe   |                        |                          |
| 2009 | Teal Bunbury       |                        |                          |
| 2008 | Marcus Tracy       |                        |                          |
| 2007 | O'Brian White      |                        |                          |
| 2006 | Joseph Lapira      |                        |                          |
| 2005 | Jason Garey        |                        |                          |
| 2004 | Danny O'Rourke     |                        |                          |
| 2003 | Chris Wingert      |                        |                          |
| 2002 | Alecko Eskandarian |                        |                          |
| 2001 | Luchi Gonzalez     | Luchi Gonzalez         |                          |
| 2000 | Chris Gbandi       | Ali Curtis             |                          |
| 1999 | Ali Curtis         | Sasha Victorine        |                          |
| 1998 | Wojtek Krakowiak   | Jay Heaps              | Dema Kovalenko           |
| 1997 | Johnny Torres      | Johnny Torres          | Daniel Hernández         |
| 1996 | Mike Fisher        | Mike Fisher            | Mike Fisher              |
| 1995 | Mike Fisher        | Matt McKeon            |                          |
| 1994 | Brian Maisonneuve  | Todd Yeagley           |                          |
| 1993 | Claudio Reyna      | Claudio Reyna          |                          |
| 1992 | Brad Friedel       | Claudio Reyna          |                          |
| 1991 | Alexi Lalas        | Alexi Lalas            |                          |
| 1990 | Ken Snow           | Ken Snow               |                          |
| 1989 | Tony Meola         | Tony Meola             |                          |
| 1988 | Ken Snow           | Ken Snow               |                          |
| 1987 | Bruce Murray       | John Harkes            |                          |
| 1986 | John Kerr, Jr.     | John Kerr, Jr.         |                          |
| 1985 | Tom Kain           |                        |                          |
| 1984 | Amr Aly            |                        |                          |
| 1983 | Mike Jeffries      |                        |                          |
| 1982 | Joe Ulrich         |                        |                          |
| 1981 | Armando Betancourt |                        |                          |
| 1980 | Joe Morrone, Jr.   |                        |                          |
| 1979 | Jim Stamatis       |                        |                          |
| 1978 | Angelo DiBernardo  |                        |                          |
| 1977 | Billy Gazonas      |                        |                          |
| 1976 | Glenn Myernick     |                        |                          |
| 1975 | Steve Ralbovsky    |                        |                          |
| 1974 | Farrukh Quraishi   |                        |                          |
| 1973 | Dan Counce         |                        |                          |
| 1972 | Mike Seerey        |                        |                          |
| 1971 | Mike Seerey        |                        |                          |
| 1970 | Al Trost           |                        |                          |
| 1969 | Al Trost           |                        |                          |
| 1968 | Mani Hernandez     |                        |                          |
| 1967 | Dov Markus         |                        |                          |

## Hermann Trophy (donne)
| Anno | Hermann Trophy     | MAC Player of the Year | NSCAA Player of the Year |
| ---- | ------------------ | ---------------------- | ------------------------ |
| 2020 | Jaelin Howell      |                        |                          |
| 2019 | Catarina Macario   |                        |                          |
| 2018 | Catarina Macario   |                        |                          |
| 2017 | Andi Sullivan      |                        |                          |
| 2016 | Kadeisha Buchanan  |                        |                          |
| 2015 | Raquel Rodríguez   |                        |                          |
| 2014 | Morgan Brian       |                        |                          |
| 2013 | Morgan Brian       |                        |                          |
| 2012 | Crystal Dunn       |                        |                          |
| 2011 | Teresa Noyola      |                        |                          |
| 2010 | Christen Press     |                        |                          |
| 2009 | Kelley O'Hara      |                        |                          |
| 2008 | Kerri Hanks        |                        |                          |
| 2007 | Mami Yamaguchi     |                        |                          |
| 2006 | Kerri Hanks        |                        |                          |
| 2005 | Christine Sinclair |                        |                          |
| 2004 | Christine Sinclair |                        |                          |
| 2003 | Cat Reddick        |                        |                          |
| 2002 | Aly Wagner         |                        |                          |
| 2001 | Christie Welsh     | Christie Welsh         |                          |
| 2000 | Anne Makinen       | Anne Makinen           |                          |
| 1999 | Mandy Clemens      | Mandy Clemens          |                          |
| 1998 | Cindy Parlow       | Cindy Parlow           | Danielle Fotopoulos      |
| 1997 | Cindy Parlow       | Cindy Parlow           | Sara Whalen              |
| 1996 | Cindy Dawes        | Cindy Dawes            | Jennifer Renola          |
| 1995 | Shannon MacMillan  | Shannon MacMillan      |                          |
| 1994 | Tisha Venturini    | Tisha Venturini        |                          |
| 1993 | Mia Hamm           | Mia Hamm               |                          |
| 1992 | Mia Hamm           | Mia Hamm               |                          |
| 1991 | Kristine Lilly     | Kristine Lilly         |                          |
| 1990 | April Kater        | April Kater            |                          |
| 1989 | Shannon Higgins    | Shannon Higgins        |                          |
| 1988 | Michelle Akers     | Michelle Akers         |                          |